# Richard Mascarañas
Mascarañas  Granada est un nom espagnol. Le premier nom de famille, en général paternel, est Mascarañas ; le second, en général maternel, souvent omis, est Granada.
Richard Eustaquio Mascarañas Granada (né le 14 septembre 1979 à Tacuarembó) est un coureur cycliste uruguayen. Il a notamment remporté la médaille d'or de la course en ligne aux championnats panaméricains de 2008.

## Biographie
Richard Mascarañas est cycliste dans la catégorie élite depuis 2002. Depuis lors, il participe principalement à des courses en Amérique du Sud. Son premier succès en 2003 est une victoire d'étape sur la Rutas de América. En 2004 et 2006, il gagne deux étapes du Tour d'Uruguay, son tour national. En 2007, il s'adjuge une étape de la Rutas de América et du Tour d'Uruguay, terminant troisième au classement général des deux courses. En 2008 et 2010, il remporte le classement général du Tour d'Uruguay. En 2008, il est également champion panaméricain sur route.
Dans le cadre des prix pour les meilleurs athlètes uruguayens de la période 2009-2010 (Deportista del Año), il est honoré le 28 mars 2011 par le Comité olympique uruguayen au Teatro Solís comme le meilleur cycliste des années 2009 et 2010,.
En 2017, il devient champion d'Uruguay sur route. Deux ans plus tard, il est à près de 40 ans deuxième du championnat d'Uruguay sur route.

## Palmarès sur route

### Par années
- 2003
  - 4e étape de la Rutas de América
- 2004
  - 4e étape du Tour d'Uruguay
- 2006
  - 5e étape du Tour d'Uruguay
- 2007
  - 2e étape de la Rutas de América
  - 3e étape du Tour d'Uruguay
  - 1re étape de la Doble Melo-Treinta y Tres (contre-la-montre)
  - 3e de la Rutas de América
  - 3e du Tour d'Uruguay
- 2008
  -  Champion panaméricain sur route
  - Tour d'Uruguay :
    - Classement général
    - 8e étape

  - 2e de la Vuelta Ciclista de la Juventud
- 2009
  - 1re étape de la Rutas de América
  - 9e étape du Tour d'Uruguay
  - Clásica 1° de Mayo
  - 2e du championnat d'Uruguay sur route
  - 3e du championnat d'Uruguay du contre-la-montre
- 2010
  - 1re et 2ea étapes de la Vuelta Ciclista Chaná
  - 3e étape de la Rutas de América
  - Doble Rodó Mercedes
  - 2e étape de la Vuelta del Litoral
  - Tour d'Uruguay :
    - Classement général
    - 1re et 2e étapes

  - 2e de la Vuelta del Litoral
  - 2e de la Doble Melo-Treinta y Tres
  - 3e de la Rutas de América
  - 3e du championnat d'Uruguay du contre-la-montre
- 2011
  - 5e étape de la Doble Crespo
- 2012
  - 1re et 2e étapes du Tour du Río de la Plata
  - Classement général de la Doble Melo-Treinta y Tres
  - 2e du championnat d'Uruguay du contre-la-montre
- 2013
  - Vuelta a Canelones
  - 2e étape du Tour d'Uruguay
  - 1re étape de la Doble Melo-Treinta y Tres (contre-la-montre par équipes)
  - 3e de la Vuelta Ciclista de la Juventud
  - 3e de la Vuelta a los Puentes del Santa Lucía
- 2014
  - 2eb étape du Tour d'Uruguay (contre-la-montre par équipes)
- 2015
  - Vuelta de Flores
  - 2e étape de la Rutas de América
  - Tour de Salta :
    - Classement général
    - 3e étape

  - 3e de la Vuelta Ciclista Chaná
  - 3e de la Vuelta a los Puentes del Santa Lucía
- 2016
  - Vuelta del Pueblo
  - 2e et 3ea (contre-la-montre par équipes) étapes du Tour d'Uruguay
  - 4e étape du Tour du Rio Grande do Sul
  - 2e étape de la Doble Melo-Treinta y Tres (contre-la-montre par équipes)
  - 2e de la Vuelta a los Puentes del Santa Lucía
  - 3e du Tour d'Uruguay
  - 3e du championnat d'Uruguay sur route
  - 3e du championnat d'Uruguay du contre-la-montre
- 2017
  -  Champion d'Uruguay sur route
  - Doble Melo-Río Branco :
    - Classement général
    - 1rea étape

  - Clásica del Norte :
    - Classement général
    - 1re étape

  - 1re, 5e, 6e et 7e étapes de la Vuelta Alto Parana
  - 6e étape de la Rutas de América
  - Vuelta a Canelones
  - Vuelta a la Comarca y El Mar
  - Vuelta a Colonia
  - 3e de la Vuelta Alto Parana
- 2018
  - Clásica del Norte :
    - Classement général
    - 1re étape

  - 8e étape de la Rutas de América
- 2019
  - Doble Villa del Carmen
  - 2e de la Vuelta Ciclista Chaná
  - 2e du championnat d'Uruguay sur route

### Classements mondiaux
| Année            | 2008 | 2009 | 2010 | 2011 | 2012 | 2013 | 2014 | 2015 | 2016 | 2017 | 2018 | 2019 |
| ---------------- | ---- | ---- | ---- | ---- | ---- | ---- | ---- | ---- | ---- | ---- | ---- | ---- |
| UCI America Tour | 18e  | 60e  | 7e   | 109e | nc   | nc   | nc   | 210e | 108e | 317e | 267e | 471e |

## Palmarès sur piste

### Championnats d'Uruguay
- 2017
  -  Champion d'Uruguay de poursuite[15]
  -  Champion d'Uruguay de la course tempo[15]
  - 2e du championnat d'Uruguay de la course scratch[15]
  - 3e du championnat d'Uruguay de la course omnium[15]
- 2018
  -  Champion d'Uruguay de scratch[16]
  - 3e du championnat d'Uruguay de la poursuite individuelle[16]
  - 3e du championnat d'Uruguay de la course aux points[16]